# 中華民國史事紀要
《中華民國史事紀要》，是國史館發行的一種綱目體加紀事本末體的編年史，記載中華民國歷年的重要史事，內容自「清光緒20年」（1894年）起依年份出版，目前出到「民國73年」（1984年）。

## 簡介
本書內容包含政治、法制、經濟、外交、國防、邊政、社會、文化、教育、科學、藝術等各方面的重要建置、活動、成就與變革。